# Bulbophyllum teretilabre
Bulbophyllum teretilabre är en orkidéart som beskrevs av Johannes Jacobus Smith. Bulbophyllum teretilabre ingår i släktet Bulbophyllum och familjen orkidéer. Inga underarter finns listade i Catalogue of Life.